# 朝鮮戦争休戦協定

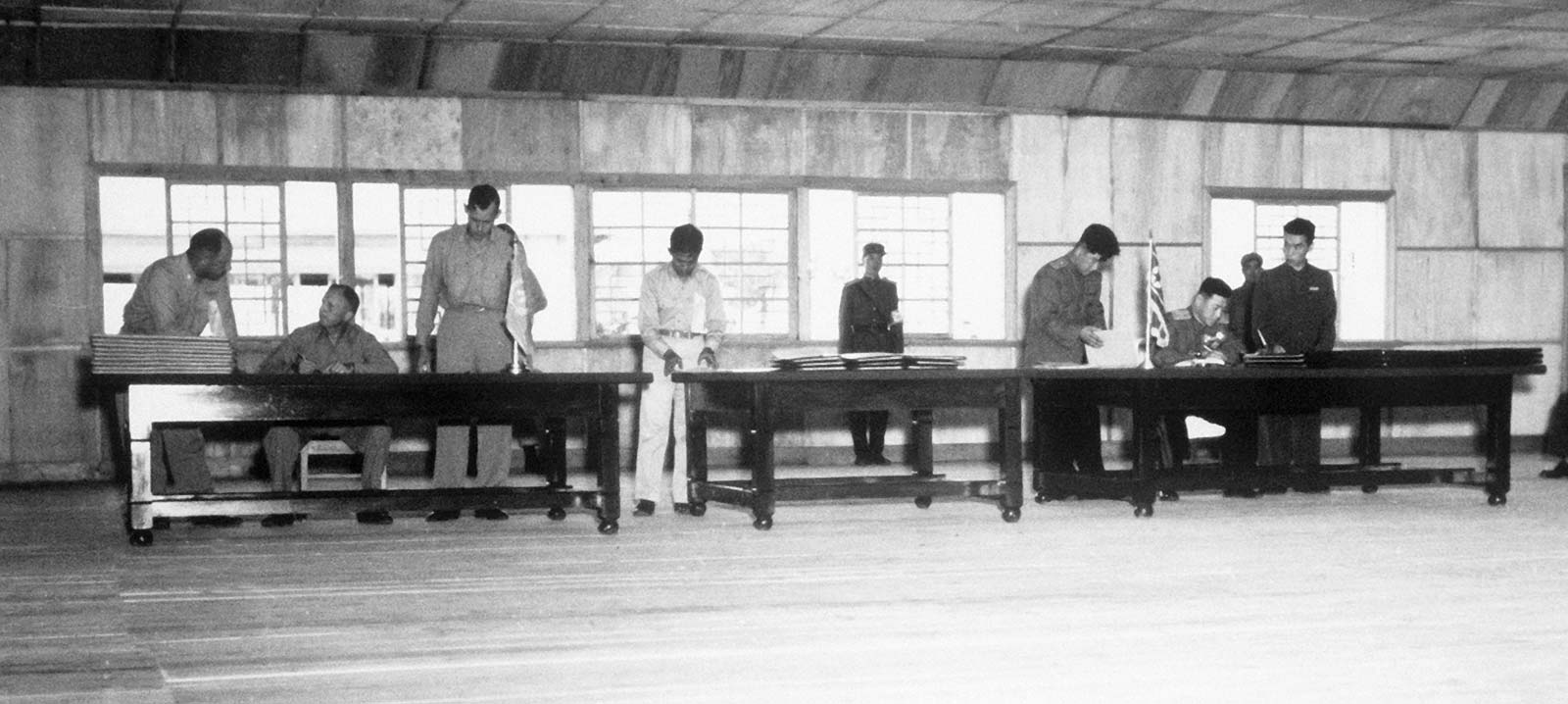
朝鮮の板門店で休戦協定に署名する両軍代表

朝鮮戦争休戦協定（ちょうせんせんそうきゅうせんきょうてい、朝鮮語: 정전 협정문、英語: Korean Armistice Agreement、中国語: 朝鲜停战协定）は、1950年から続く朝鮮戦争を停止させるための休戦協定である。

## 概要
国連軍（UNC）を代表して、アメリカ陸軍のウィリアム・ハリソン・Jr中将と、朝鮮人民軍及び中国人民志願軍（中朝連合司令部）を代表して南日大将の署名後、国連軍総司令官のマーク・W・クラーク大将、中国人民志願軍司令員の彭徳懐と朝鮮人民軍最高司令官の金日成も署名した。
日本語による正式名称は「朝鮮における軍事休戦に関する一方国際連合軍司令部総司令官と他方朝鮮人民軍最高司令官および中国人民志願軍司令員との間の協定」。
休戦協定は1953年7月27日に署名され、「最終的な平和解決が成立するまで朝鮮における戦争行為とあらゆる武力行使の完全な停止を保証する」と規定した。
しかし、「最終的な平和解決」（平和条約）は、2024年現在でも未だ成立していない。
署名された休戦協定は、朝鮮半島に事実上の新たな国境である軍事境界線を生み出し、戦闘を停止させ捕虜の本国送還を終了した。
軍事境界線は戦争前に南北朝鮮を隔てていた38度線から、そう遠くないところにある。

## 背景
1950年12月半ばまでにアメリカ合衆国は既に朝鮮戦争の終結を見据え、休戦の条件を策定していた。米国が望んだ協定は、戦闘を終結させ、戦闘の再開がないことを保証し、国連軍部隊の安全を守ることであった。アメリカはあらゆる合意を監視する双方から成り立つ軍事休戦委員会が必要だと決定した。双方に「朝鮮において陸海空軍の部隊や兵員を増強する行為をやめ・・・朝鮮に存在する軍備増強を防ぐ」協定が必要であった。アメリカは概ね幅20マイルの非武装地帯を設けることを望んだ。協定はアメリカが一対一で交換すべきと考える捕虜の問題にも触れることになる。休戦のための交渉は1951年5月2日、アメリカの外交官とソ連の国連代表ヤコフ・マリクが接触し、その後アメリカ側はジョージ・F・ケナンを窓口として米ソ間で開始された。
休戦の可能性を秘めた交渉が行われる一方で、大韓民国（韓国）の李承晩大統領は1951年5月後半から6月前半にかけて、いかなる平和会談をも拒否していた。韓国は鴨緑江に向けて進軍するために軍を拡張し完全に南北を統一すべきだと考えていたためである（「北進統一」論）。国連軍は李を支持しなかったが、国連軍の支持がなくとも、李と韓国政府は、鴨緑江の短期戦における停滞を打破すべく、大衆を動員する大規模キャンペーンを開始した。別の韓国当局者は李の希望を支持し、国会もまた満場一致で「独立、統一した国家」に向けて戦いを続けようという決議を採択した。これに対しアメリカは、韓国に米軍を駐留させ朝鮮民主主義人民共和国による武力南進を防ぐための米韓相互防衛条約の締結を交換条件とし、韓国政府を説得し続けた。
朝鮮民主主義人民共和国（北朝鮮）の指導者金日成首相もまた、李承晩と同じく完全な南北統一を求めていた（「赤化統一」論）。しかし、戦線が膠着し、人的物的損失相当数に上るにつれて、休戦交渉へと傾斜していき、アメリカの空爆と核攻撃の脅威にさらされるようになった金日成は休戦を望むようになった。休戦協議開始時には、これを支持するまでに時間が掛かり、1951年6月27日になってそのスローガンを「敵を海に追い落とせ」から「敵を38度線に追い払え」に変更した。
中華人民共和国は1950年10月25日、毛沢東共産党主席の主導により彭徳懐軍事委員会副主席が指揮する中国人民志願軍を参戦させ、中朝連合司令部によって中国と北朝鮮の指揮を統一した。同年12月16日、中国の外交官伍修権はアメリカにおける記者会見で、外国軍の撤退、アメリカ軍の台湾海峡からの撤退、中国の国連加盟、の3つを要求している。これが当時の中国の休戦条件とみられたが、アメリカ側には受け入れ難いものであった。しかし、1951年4月の志願軍による春季攻勢が頓挫し、6月には戦線が膠着したことで、中国もまた交渉へと傾いたが、毛沢東は自らのメンツを重んじて一切譲歩しようとせず、休戦を望む金日成に対して「金日成同志よ! 休戦は敗戦につながる一歩だ。我々は、戦争のおかげで鍛えられ、アメリカ帝国主義と戦う貴重な経験を得ているではないか」と休戦を拒否した。しかし1953年3月に共産主義陣営を主導してきたスターリンが死去したことで残された毛沢東は、ようやく戦火を収めることに同意した。
中国と北朝鮮を後方支援し、戦争を後押ししたソビエト連邦のヨシフ・スターリン党書記長兼首相は休戦に消極的であり、休戦を望む金日成に対して、スターリンは「我々は中国の代表団とこの問題を討議し、休戦には応じないという結論に達した。以上だ」と取り合わず、休戦協定が締結された当時もスターリンの死後だった。スターリンは戦争継続こそが共産側に有利であり、中国が近代戦を学ぶことが出来、また第三次世界大戦を引き延ばすことに利用できると考えていた。しかし、1951年6月10日、高崗と金日成が揃ってモスクワに飛び、6月13日のスターリンとの会談で説得したことにより、ようやく休戦協議に同意を与えた。休戦協議の責任は毛沢東に委ねられ、最重要問題に関してはクレムリンの忠告を仰ぐこととした。
1951年6月23日、ソ連の国連代表マリクはラジオ演説において休戦協議を提唱し、これが大きなきっかけとなった。その1週間後、マシュー・リッジウェイ国連軍総司令官が金日成と彭徳懐に休戦交渉を提案し、中朝連合司令部側がこれを受諾したことで、交渉開始への段取りは急テンポで進んだ。韓国は依然として休戦に反対していたが、協議には代表を送った。

## 休戦協議

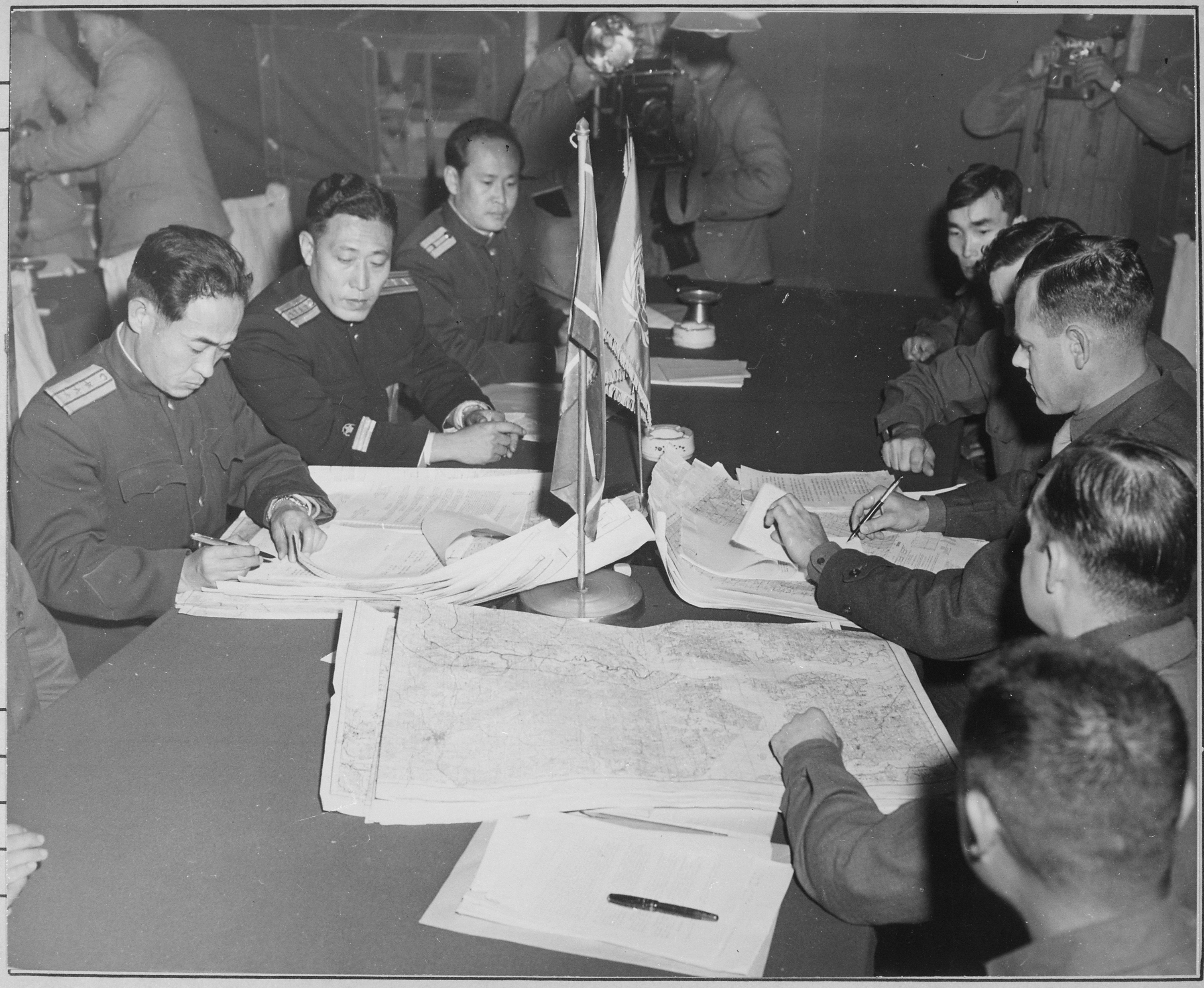
1951年10月11日の大佐級協議

休戦合意を巡る協議は、韓国の国境近く黄海北道に位置し、北朝鮮が占領する都市開城で1951年7月10日に始まった。交渉の最高責任者は、北朝鮮副首相兼人民軍総参謀長南日大将と米国のチャールズ・ターナー・ジョイ中将であった。2週間後の1951年7月26日、5項目の協議事項が合意された。この合意事項は1953年7月27日に休戦協定に署名するまで協議を主導した。
1. 協議事項の採択
2. 朝鮮における敵対行為の中止の為の基本条件として非武装地帯を創設するために双方に軍事境界線を固定する。
3. 停戦や休戦を実行するための監督機関の構成や権威、機能などの朝鮮における停戦や休戦を現実のものにするための具体的な協定
4. 捕虜に関する協定
5. 双方の関係各国政府に対する勧告[24]

協議事項が決まると、会談はゆっくりと断続的に進行した。最も長い中断は、1951年8月23日に始まった。この日、夜明け前に北朝鮮とその同盟国は、開城の会議場が爆撃されたと主張した。北朝鮮は国連軍が直ちに調査を行うよう求めると共に、国連軍が実際に会議場を攻撃した証拠があると結論付けた。しかし証拠は捏造されたものと思われた。共産側はその後、日中の調査を拒否した。
休戦協議が再開したのは、1951年10月25日であった。アメリカは会談を開城で行うことを認めることはなかった。南北朝鮮を隔てる京畿道にある板門店が、当事者により双方の安全が守られる条件で、平和協議の新たな場所として合意された。
南北朝鮮の境界をどこにするかという難しい問題の故に、会談の進行はゆっくりとしたものであった。中国と北朝鮮は、北緯38度に残る線が妥当と考え、これを要求した。しかし数週間で双方は当時実際に対峙していたカンザス線（Kansas Line）で合意した。

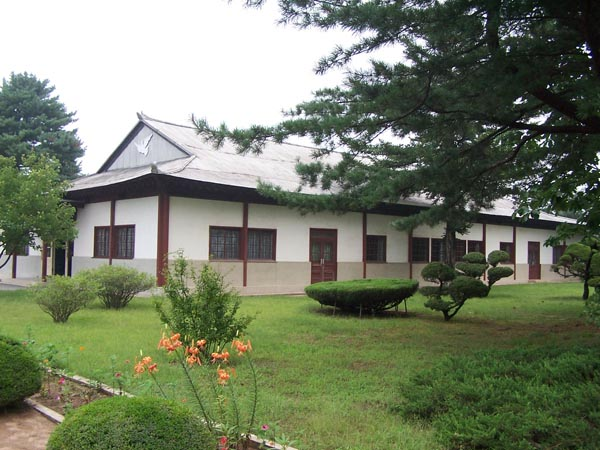
休戦協定が調印された建物、現在は朝鮮民主主義人民共和国平和博物館となっている

捕虜送還をどのように行うかが交渉の問題でもあった。共産側には1万人以下、国連軍には15万人の捕虜がいた。中国人民志願軍（PVA）と朝鮮人民軍（KPA）および国連軍は、PVAとKPAの多くの兵士が送還を拒否したために送還方法で合意できず、中国と北朝鮮に受け入れられなかった。最終的な休戦合意では、送還問題を処理する中立国送還委員会が設立された。合意により国際的な委員会による監視が行われた。また、兵員や新たな兵器が朝鮮に流入しないよう半島全土で活動する中立国監視委員会（NNSC）が設立され、そのメンバーは共産側が指定したチェコスロバキアとポーランド、国連側が指定したスウェーデンとスイスで構成された。
休戦に懐疑的だったスターリンが死去した1953年3月から急速に交渉が加速し、1953年7月19日に休戦に関するあらゆる問題について合意に達した。1953年7月27日午前10時、休戦協定は朝鮮人民軍代表兼中国人民志願軍代表南日と国連軍代表ウィリアム・K・ハリソン・Jrにより署名された。署名から12時間後に休戦協定は発効した。
また同日午後、汶山里近郊の基地において、国連軍総司令官マーク・W・クラーク大将により正式署名された後、金日成と彭徳懐のもとに送付され、その署名を経てすべての手続きは完了した。

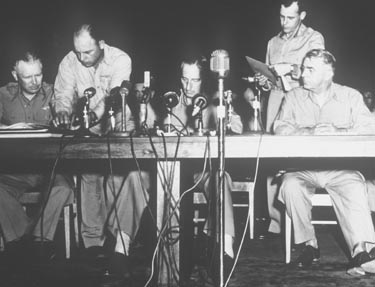
クラーク国連軍総司令官（中央）
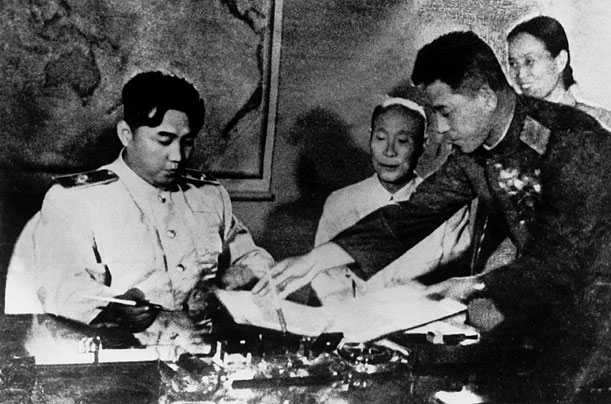
金日成、朝鮮人民軍最高司令官（左）
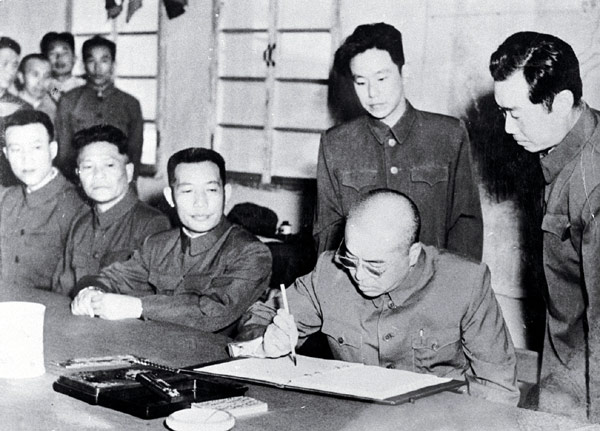
彭徳懐、中国人民志願軍司令員（右）

## 協定の内容

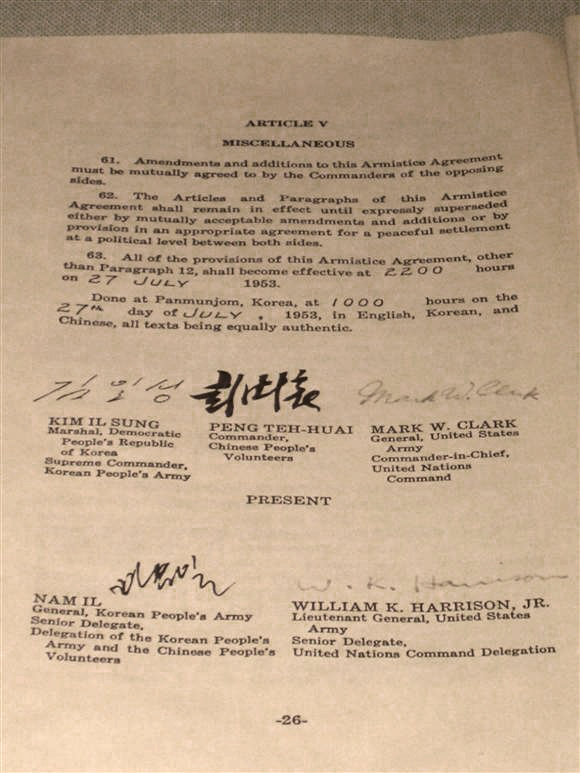
英語正文
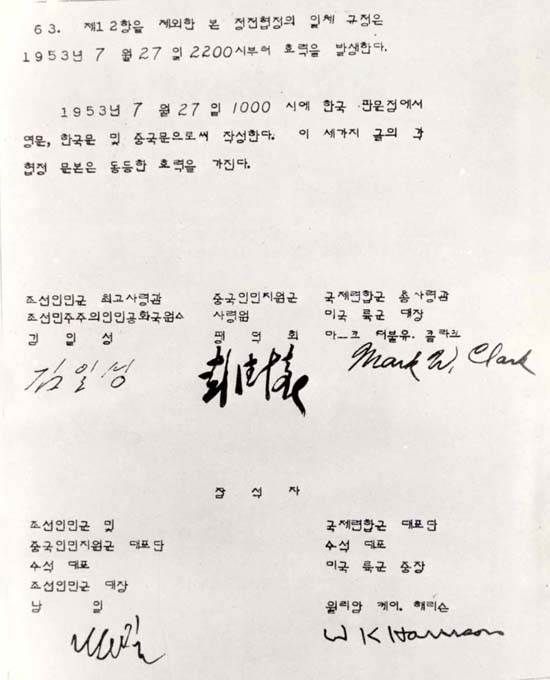
朝鮮語正文
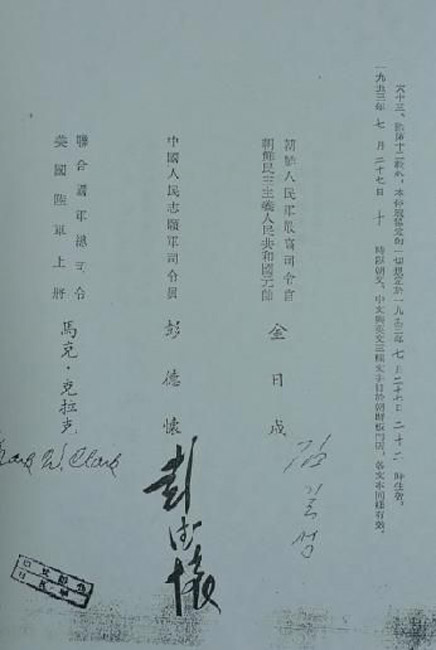
中国語正文

休戦協定は、本協定、地図、および付属協定（中立国送還委員会に関する付託条項、休戦協定補足暫定協定）から構成された。また、協定の正文は「ひとしく効力を有する英語、朝鮮語、及び中国語」（協定第63節）の3ヵ国語で作成された。

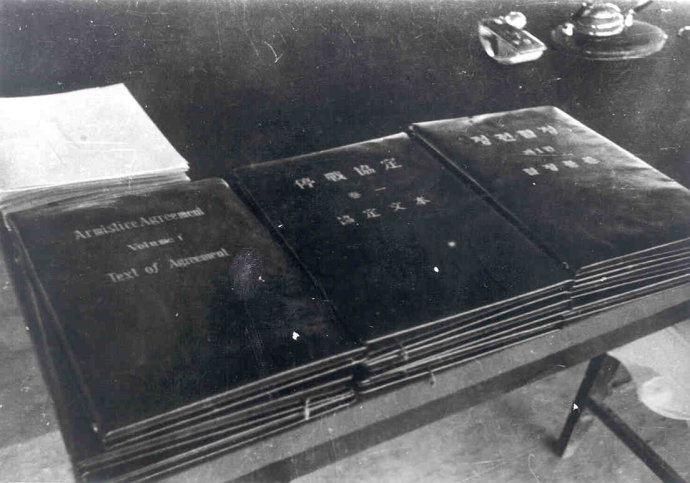
署名前の休戦協定テキスト

前文
第一条　軍事境界線および非武装地帯
第二条　戦闘停止および休戦の具体的取決め
A　総則
B　軍事休戦委員会
（一）構成
（ニ）任務および権威
（三）総則
中立国監視委員会
（一）構成
（二）任務および権威
（三）総則
第三条　捕虜に関する取決め
第四条　双方の関係政府への勧告
第五条　附則
中立国送還委員会に関する付託条項
I　一般条項
II　捕虜の管理
III　説得
IV　捕虜の処理
V　赤十字の訪問
VI　報道機関の保護
VII　捕虜に対する輸送上の支援
VIII　中立国送還委員会に対する輸送上の支援
IX　公表
X　移動
XI　手続き上の事項
休戦協定補足暫定協定
- 英語正文
- 朝鮮語正文
- 中国語正文

## 影響
署名された休戦協定には、双方の指揮官により行われることになる「全ての部隊による朝鮮における全戦闘行為の完全な停止」（協定第12節）が規定されていた。これにより本質的に完全な休戦が実行された。しかし休戦協定は停戦に過ぎない。朝鮮戦争が正式に終わったことを示す平和条約は署名されていない。

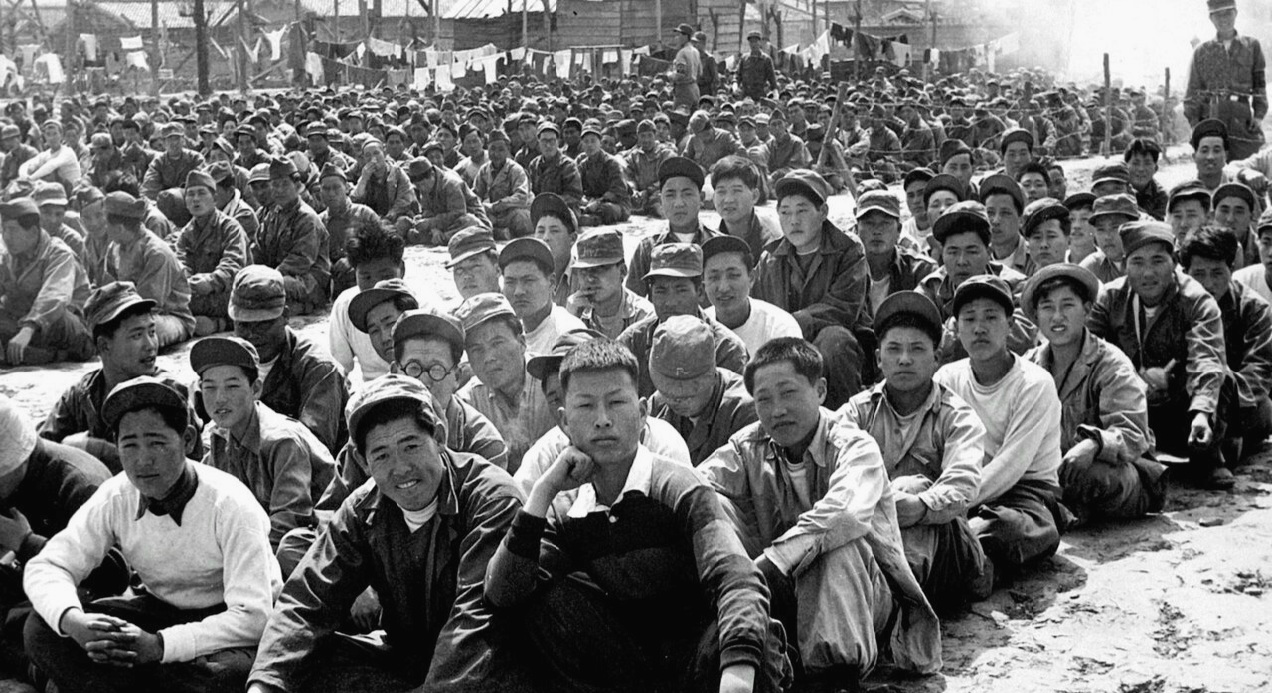
釜山収容所の中朝軍捕虜

休戦協定第1条により、南北朝鮮を分断する全長155マイル（約248キロメートル）の軍事境界線（MDL）が設けられた。軍事境界線は南北朝鮮が調印当時に事実上対峙していたカンザス線を引き継いだものである。さらに、この境界線から両軍は2キロメートルを後退させ、幅2.5マイル（4.0キロメートル）、面積約907平方キロメートルのこの帯状地帯を非武装地帯（DMZ）に定め、軍事的な緩衝地帯とした。MDLは現在世界で最も軍事的緊張の高い国境になっている。

事実上の国境北緯38度に対する軍事境界線

休戦協定は捕虜に関する規定も設けた。合意では「この合意が発効してから60日以内にいかなる妨害を受けることなく当事者は直接捕虜の送還を行い、纏めて捕虜にした側に送還を求める捕虜全てを引き渡す」と規定した。結局、北朝鮮や中国の兵士22000人が、送還を拒否した。一方、韓国の兵士327人とアメリカの兵士21人、イギリスの兵士一人も、送還を拒否し、北朝鮮や中国に残った（朝鮮戦争における米兵と英兵の脱走者一覧を参照のこと）。
上記の規定に加えて、休戦協定は「南北朝鮮の関係各国政府に対し、休戦協定が署名され発効してから3ヶ月以内に、朝鮮半島からのあらゆる外国軍の撤退問題および朝鮮問題の平和的解決などを交渉によりそれぞれ解決すべく、それぞれに任命された代表による双方間のよりハイレベルの政治会談を開催するように」（協定第60節）と勧告した。しかしアメリカは、先の韓国政府との合意に基づき1953年10月1日に米韓相互防衛条約に署名しており、1954年4月に開かれたジュネーヴにおける政治会談は外国軍撤退問題で成果のないままに破局した。一方で中国は1954年9月6日に人民志願軍の撤退を発表した。撤退は1954年から1955年の第一期と、1958年の第二期に分けて段階的に実行され、1958年10月26日に全軍の撤退を完了させている。休戦協定に署名してから60年経った2013年、朝鮮問題の平和的解決が行われずに放置され、米軍は依然韓国に駐留している。
休戦協定に署名したことで、平和条約が存在しないにもかかわらず、戦争は終結したとみなされている。3年の戦争にもかかわらず、朝鮮半島に引かれた境界線がほぼ同じ位置にあることに見られるようにあまり変化はなかった。北朝鮮や中国が朝鮮戦争に勝ったと主張する一方で、アメリカは引き分けたと見ている。

## その後

### アメリカによる第13節（d）の廃棄
休戦協定第13節（d）は、南北朝鮮が損傷を受けたり使い古した装備の再配備以外には朝鮮半島に新しい武器を持ち込むべきではないと規定していた。
1956年9月、アメリカのアーサー・W・ラドフォード統合参謀本部議長は、アメリカ政府内部でアメリカの軍備増強として朝鮮半島に核兵器を持ち込むことになると主張し、アメリカ国家安全保障会議とアイゼンハワー大統領の承認を得たものの、休戦協定第13節（d）では核兵器とミサイルの朝鮮半島への持ち込みが禁じられていた。そこでアメリカは国際連合の憂慮にもかかわらず、休戦協定第13節（d）の廃棄を一方的に行った。
1957年6月21日の在朝鮮国連司令部軍事休戦委員会の会合でアメリカは北朝鮮代表団に国連軍（UNC）はもはや休戦協定第13節（d）に対する義務を負わないと表明した。1958年1月、核武装したMGR-1とM65 280mmカノン砲が、韓国に配備され、1年後に中国とソ連を射程にとらえた核武装したMGM-1が、加わった。
アメリカは北朝鮮が第13節（d）に反して新たに武器を導入したと考えたが、公に特に声明を行わなかった。北朝鮮も1953年8月から1954年4月にかけての中立国監視委員会査察団の報告を引用しながら先にアメリカが新たに武器を導入したと考えた。
北朝鮮は第13節（d）の廃棄を休戦協定合意を破壊し、朝鮮半島をアメリカの核戦争地域に持ち込もうとするものだと非難した。北朝鮮は核攻撃に対抗できる大量の地下要塞を建造することで軍事的に応え、核兵器の使用で同様に韓国軍とアメリカ軍を危険に晒せるので、通常戦部隊を転戦させた。1963年、北朝鮮はソ連と中国に核兵器を開発する手助けを求めたが、拒否された。
第13節（d）の廃棄により中立国監視委員会（NNSC）は大いにその機能を失い、主に少人数の職員をDMZに置く事務所になった。

### 平和条約への転換の試み
1975年、国際連合総会は休戦協定を平和条約に置き換えることと国連軍を解散することが望ましく支持するとの決議案を採択した。
1987年12月、休戦協定の平和協定への転換などを北朝鮮がソ連のミハイル・ゴルバチョフ書記長を介して米国に提案したが、前月の大韓航空機爆破事件を理由にロナルド・レーガン米大統領は拒否した。
1996年10月、国際連合安全保障理事会は国際連合安全保障理事会議長声明により新しい平和体制に置き換わるまで休戦協定は十分に順守すべきだと要請した。アメリカと中国、休戦協定に署名した二か国を含む合意により、休戦協定はもはや効力がないとする示唆は事実上否定された。
1997年12月から1999年4月にかけ、5度に亘ってジュネーヴで行われた米国・中国・北朝鮮・韓国の4者会談で議題になるも南北間の平和協定を主張する韓国と米朝間の平和協定を主張する北朝鮮の意見が対立したことで立ち消えた。
2000年10月、朝米共同コミュニケでは休戦協定を強固な平和保障体系に替えるために4者会談など様々な方法を認めることで米国と北朝鮮は一致した。
2007年、第2回南北首脳会談で採択された「10・4宣言」の第4項に当時の文在寅推進委員長によって休戦協定の署名国である米国・中国・北朝鮮の3カ国、または朝鮮戦争の交戦国の韓国・北朝鮮・米国・中国の4カ国で終戦宣言と平和協定を目指すことが盛り込まれ、当時の韓国の盧武鉉大統領がこれを打診した際はジョージ・W・ブッシュ米大統領は快諾するも中国の胡錦涛国家主席（党総書記）が応じなかったことで実現しなかった。
2018年3月、中国の習近平国家主席（党総書記）が米国・中国・北朝鮮・韓国の4カ国による平和協定を含む「新たな安全保障の枠組み」を米国に呼びかけたが、ドナルド・トランプ米大統領は賛否を示さなかった。同年4月、トランプ米大統領は韓国が南北首脳会談で休戦協定の平和協定への転換を目指す意向であることを歓迎すると述べ、2018年南北首脳会談では平和協定の締結を目指して恒久的な平和構築に向けた南・北・米3者、南・北・米・中4者会談の開催を積極的に推進することで韓国の文在寅大統領と北朝鮮の金正恩委員長は一致した。
2018年6月12日、トランプ米大統領は史上初の米朝首脳会談後の記者会見で「平和条約には中韓も署名してもらいたい。中国と、法的には問題があっても韓国も加われば素晴らしい」と述べた。
2019年1月1日、金正恩委員長は朝鮮中央テレビで「休戦協定の当事者らとの緊密な連携の下に朝鮮半島の現在の休戦体制を平和体制に転換するための多国間交渉も積極的に推進する」とする新年の辞で述べた。
2021年12月13日、文在寅大統領はオーストラリアでの共同記者会見で「韓国、北朝鮮、アメリカ、中国の4者が、朝鮮戦争の正式な終結を宣言することに原則合意した」と発表した。

### 北朝鮮の休戦協定脱退表明
北侵を前提とした大規模軍事演習を在韓国連軍が実施したことなどにより、北朝鮮側は1994年、1996年、2003年、2006年、2009年、2013年の少なくとも6回にわたり、もはや休戦協定に束縛されないと表明している。
2009年5月27日、北朝鮮はもはや休戦協定に効力は無いとみなすと表明した。2010年には天安沈没事件（論争を引き起こしたが、北朝鮮の潜水艦攻撃と見なされている）や北朝鮮の延坪島砲撃事件という二つの別個の騒乱があった。
2013年、北朝鮮は休戦協定は過渡期の手段であることを意味すると主張した。北朝鮮は平和条約の代替物となるいくつかの提案を行ってきたが、アメリカは真剣には取り合ってこなかった。在朝鮮国際連合軍事休戦委員会と中立国監視委員会は、長らく休戦協定の管理機能を失っており、事実上排除されてきた。北朝鮮はアメリカと韓国のキー・リゾルブとフォール・イーグルが挑発的で核兵器とともに北朝鮮に脅威になると考えている。中央日報は核兵器を搭載したアメリカ合衆国艦船が演習に参加していると報じて、ペンタゴンは韓国上空を飛行するB-52が韓国にとって「核の傘」であることを再確認していると公式に表明した。
2013年3月、北朝鮮は南北間の国境や南北ホットラインを閉鎖するといった挑発行為とともに、韓国との不可侵条約を全て廃棄すると表明した。北朝鮮は先制核攻撃を行う権利があると主張した。国際連合報道官は休戦協定は国際連合総会で採択されたものであり南北朝鮮のいずれかが感情的に破棄できるものではないと主張した。2013年3月28日、アメリカは韓国で実施中の軍事演習に参加するためにB-2ステルス爆撃機2機を派遣し、爆撃演習場に訓練弾の投下を行わせた。この作戦はアメリカから韓国に向けてのB-2最初の無着陸往復作戦であった。この作戦に続いて北朝鮮国営メディアはアメリカを標的にして攻撃できるよう配備されたロケットを用意していると表明した。